# 皱褶大蟾蟹
皱褶大蟾蟹（学名：Macropipus corrugatus）为梭子蟹科大蟾蟹属的动物。分布于日本、澳大利亚、新西兰、红海、欧洲及地中海沿海、亚速尔群岛及加那利群岛的西南部、塞拉勒窝内以及中国大陆的福建等地，生活环境为海水，常生活于水深30-120米的软泥底。